# Munna Michael
Munna Michael è un film del 2017 diretto da Sabir Khan.

## Trama
Michael è un ballerino nei film che viene licenziato dal suo lavoro perché sembra più vecchio degli altri ballerini. Per strada Michael trova un bambino abbandonato, lo prende con sé e lo chiama Munna. Munna cresce con l'amore del ballo e di Michael Jackson.
Per guadagnarsi da vivere Munna danza nelle strade e diventa noto col soprannome di Munna Michael. A Munna e al suo gruppo viene improvvisamente vietato l'ingresso nei locali notturni di Mumbai. In seguito a questo fatto egli cerca di fare fortuna a Delhi dove incontra il gangster Mahendra Fauji che vuole imparare a ballare per impressionare Dolly, ballerina del club misteriosa scomparsa. Munna promette a Mahendra di trovare Dolly.

## Colonna sonora
1. Siddharth Mahadevan – Main Hoon – 3:52
2. Amit Mishra – Ding Dang – 3:22
3. Sunidhi Chauhan – Pyar Ho – 4:12
4. Brijesh Shandllya – Swag – 2:39
5. Siddharth Basrur – Beparwah – 5:58
6. Kanika Kapoor – Shake Karaan – 4:10
7. Rahul Pandey – Feel The Rhythm – 2:50
8. Asees Kaur – Beat It Bijuriya – 2:17
9. Sunidhi Chauhan – Pyar Ho (Redux) – 3:14
10. Swag Rebirth – 2:46